# Begonia subciliata
Espèce
Synonymes
- Begonia ciliata Pav. ex A.DC.[1]
- Begonia subciliata var. persicina Irmsch.[1]

Begonia subciliata est une espèce de plantes de la famille des Begoniaceae.
L'espèce fait partie de la section Cyathocnemis.
Elle a été décrite en 1859 par Alphonse Pyrame de Candolle (1806-1893).

## Répartition géographique
Cette espèce est originaire du pays suivant : Pérou.

## Liste des variétés
Selon Tropicos (23 février 2017) (Attention liste brute contenant possiblement des synonymes) :
- variété Begonia subciliata var. eusubciliata Irmsch.
- variété Begonia subciliata var. persicina Irmsch.
- variété Begonia subciliata var. subciliata